# Vagabond de la Pomme
Vagabond de la Pomme est un étalon du stud-book du SBS, monté en saut d'obstacles par la cavalière française Pénélope Leprévost. Né au haras de la Pomme, sa propriétaire est Geneviève Mégret.

## Palmarès

### 2013
6e d'une épreuve à 1,45 m au CSI De Valkensward

### 2014
- 5e du GP du CSI5* de Genève.
- 3e du Jumping de Chantilly (CSI5*)
- 4e du GP CSI3* au Sunshine Tour
- 4e au CSI de Lummen
- 1er du CSI 5* GCT Anvers
- 3e du CSI 5* de Londres
- 11e du GP CSI 5* GCT De Vienne
- 4e du CSIW5* de Lyon
- 8e du GP Coupe du monde du CSIW 5* de Stuttgart

### 2015
Il se place 64e du classement mondial des chevaux d'obstacle de la WBFSH, établi en octobre 2015.
- 4e du CSI5* de Rome
- 2e de la Finale coupe du Monde à Las Végas
- 7e du championnat de Basel
- 5e du GP CSI5* GCT PARIS EIFFEL
- 3e du GP Global Champions Tour CSI5* au Jumping de Chantilly à Chantilly

### 2016
- 2e du CSI5* de Bâle
- 7e du CSI5* de Bois-le-Duc
- 3e du CSI5* de Paris
- 8e de la finale coupe du monde à Göteborg
- 6e du CSI5* de Bâle
- 2e du CSI5* d'Anvers
- 2e par équipe de la Coupe des nations à Rome
- 5e du top Ten du CSI5* de Genève

### 2017
2e du GP CSI5* du Saut Hermès Paris
7e du CSI5* Coupe du Monde de Zürich 
6e du CSI5* de Zurich

## Origines
.

## Descendants
Il est approuvé à reproduire en KWPN.

## Polémique
En mars 2016 à Göteborg en Suède, Pénélope Leprevost reprend Vagabond de la Pomme, qui avait trébuché, en lui donnant une correction jugée sévère (un coup de talon tout en tirant sur les rênes). De nombreux spectateurs commentent la vidéo. La presse équestre internationale s'étonne qu'aucune action pour maltraitance n'ait été entreprise,. La Fédération équestre internationale se saisit du dossier. Le 30 mars 2016, Pénélope Leprevost s'excuse publiquement sur les réseaux sociaux, regrettant d'avoir agi de manière excessive contre son cheval.